# Platycnemis nyansana
Platycnemis nyansana är en trollsländeart som beskrevs av W. Foerster 1916. Platycnemis nyansana ingår i släktet Platycnemis och familjen flodflicksländor. IUCN kategoriserar arten globalt som livskraftig. Inga underarter finns listade i Catalogue of Life.